# 大川山
大川山（だいせんざん、おおかわやま）は、香川県まんのう町（旧琴南町）と徳島県三好市（旧三野町）の境界に位置する讃岐山脈に属する山である。標高1042.8m。香川のみどり百選選定。

## 地理・概要
香川県では竜王山に次いで高い山である。大滝山から大川山にかけてが大滝大川県立自然公園に指定されている。また香川県にある標高1,000mを超す山は竜王山と大川山のみである。
頂上に立派は大川神社がある。頂上から北を眺めると香川県全体が見えるが、南の徳島県側は剣山、三嶺、矢筈山、塩塚峰と山並みのみの展望に限られる。
大川神社は雨乞いと安産の神として知られ、香川県の神官が常住する。
山頂の神社まで車で行けるが、途中に遊歩道が車道をカットしながらある。三角点は大山神社社殿の裏にあるが、正面の鳥居の左に山頂を示すポールがある。

## ギャラリー

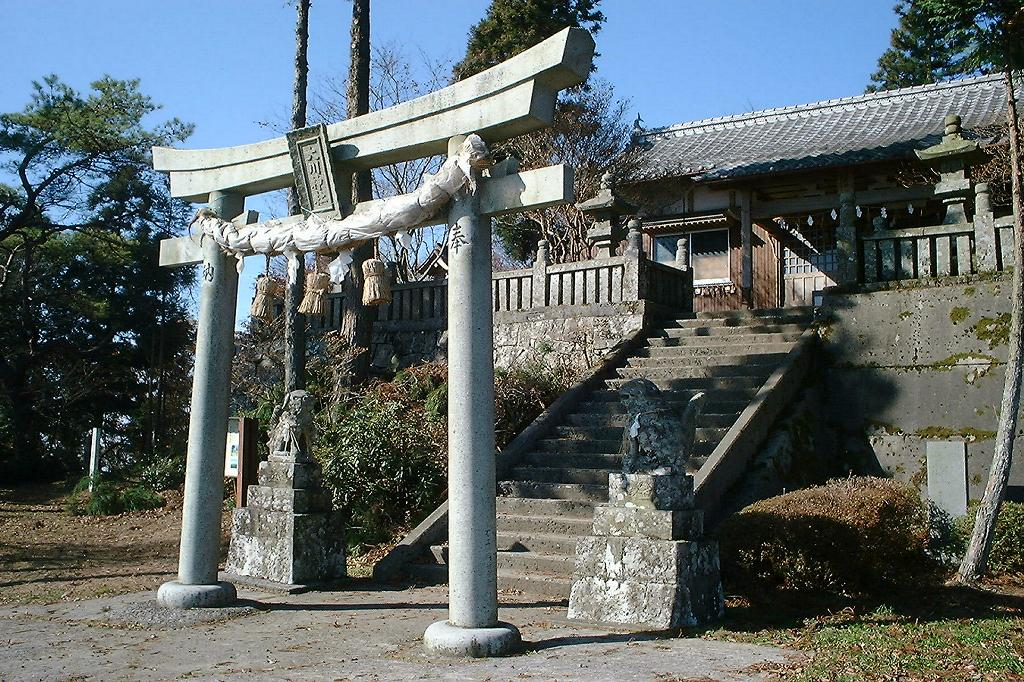
山頂の大川神社
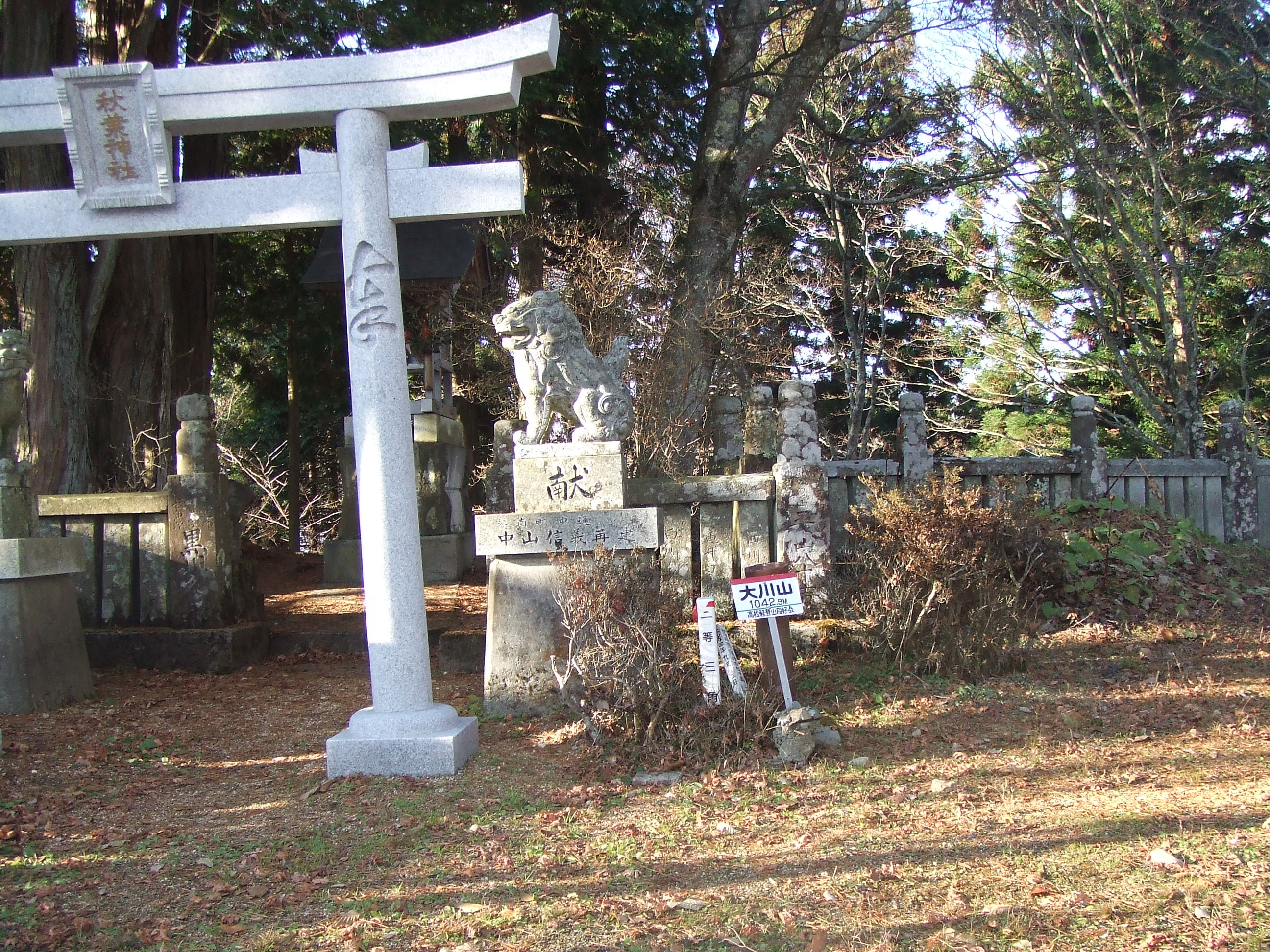
頂上の三角点